# 里皮特冰川
77°28′S 162°51′E / 77.467°S 162.850°E
里皮特冰川（英語：Repeater Glacier），是南極洲的冰川，位於維多利亞地的斯科特海岸，最終注入紐沃爾冰川，在1998年由新西蘭地理委員會命名，現時由南極條約體系管理。